# 江南区厅站
江南區廳站（：／ Gangnam-gucheong yeok */?）是首爾地鐵7號線與水仁·盆唐線沿線交會的一座轉乘車站，位於韓國首爾特別市江南區論峴洞。

## 車站構造
兩線站體呈十字交叉狀，均為2面2線側式月台的地下車站，候車月台皆設有月台幕門，並有出口共5處。

### 7號線月台

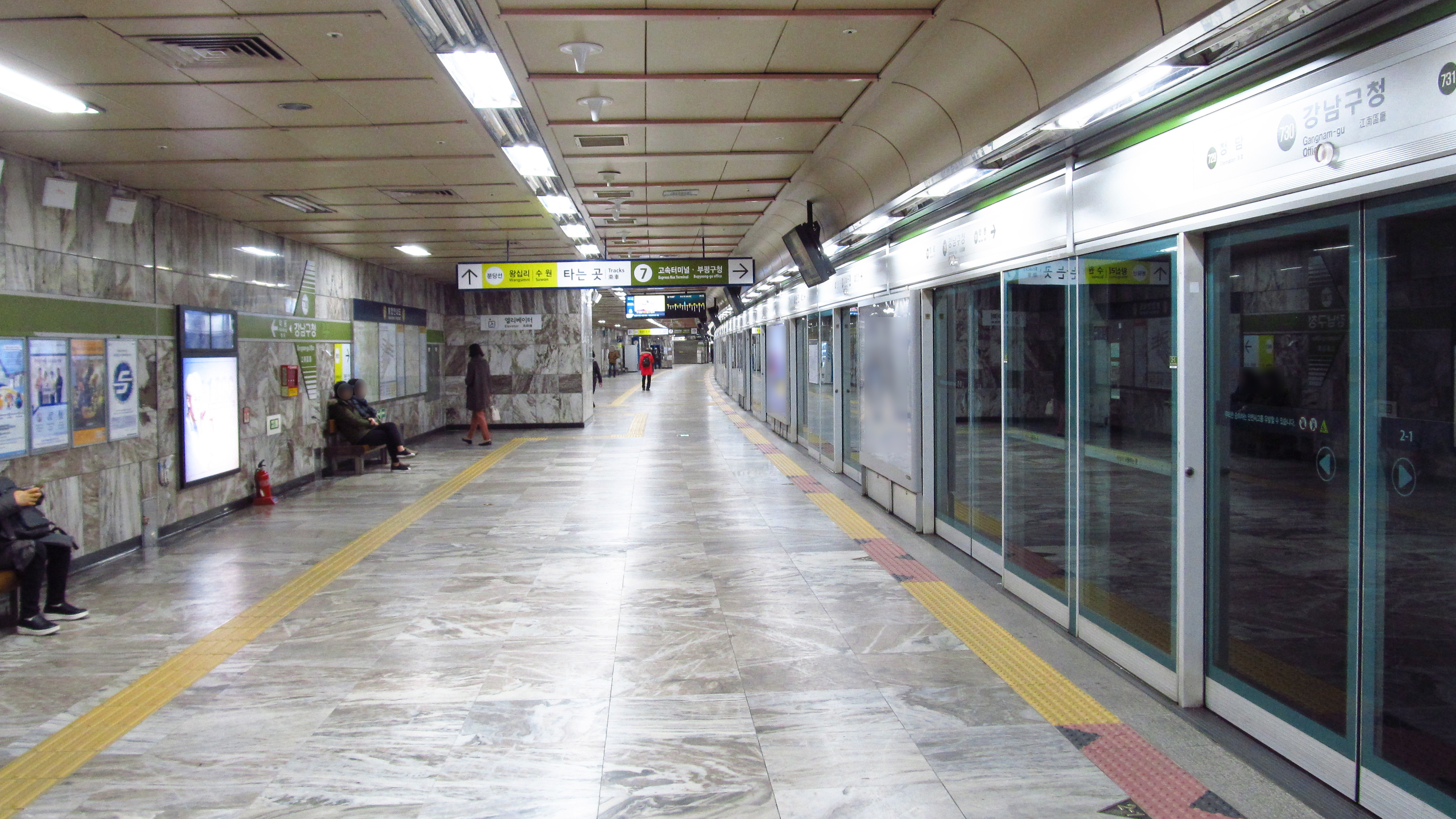
7號線候車月台

| 清潭 ↑ |
| \| 上  |
| ↓ 鶴洞 |

| 月台 | 路線           | 目的地                             |
| ---- | -------------- | ---------------------------------- |
| 上行 | ●首爾地鐵7號線 | 建國大學、君子、長岩方向           |
| 下行 | ●首爾地鐵7號線 | 高速巴士客运站、富平區廳、石南方向 |

### 水仁·盆唐線月台

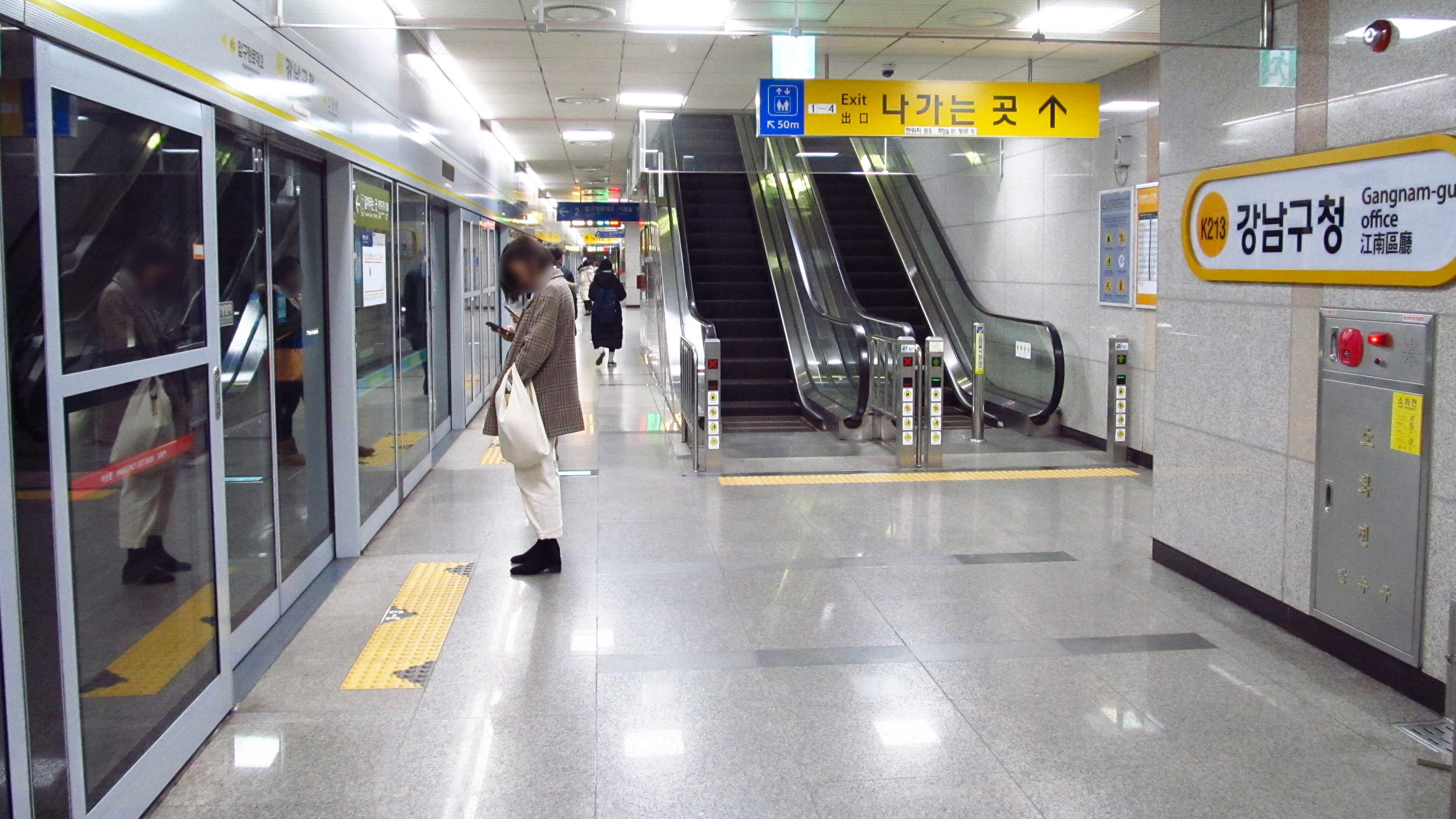
盆唐線候車月台

| ↑ 狎鷗亭羅德奧 |
| \| １          |
| 宣靖陵 ↓       |

| 月台 | 路線                   | 目的地                           |
| ---- | ---------------------- | -------------------------------- |
| 1    | ●首都圈電鐵水仁·盆唐線 | 水原、器興、竹田、書峴、牡丹方向 |
| 2    | ●首都圈電鐵水仁·盆唐線 | 往十里方向                       |

## 歷史
- 2000年8月1日：7號線站體落成啟用。
- 2012年10月6日：盆唐線站體開通。
- 2020年9月12日：盆唐線編入首都圈電鐵水仁·盆唐線。

## 車站周邊
- 江南區廳
- 江南圖書館
- 三陵初等學校
- 首爾市江南瑞草教育支援廳
- TOP媒體
- Namoo Actors
- Blossom娛樂
- PocketDol Studio
- MLD娛樂
- The Music Works
- 彦州中學
- 永東高校
- 首爾鶴洞初等學校
- Art One劇場
- 韓國身心障礙者僱傭公團（朝鲜语：한국장애인고용공단）首爾南部辦公室
- 韓國職業能力開發院（朝鲜语：한국직업능력개발원）
- 江南Pharos Tower（原羅山百貨）
- KB國民銀行江南區廳站分行

## 圖片

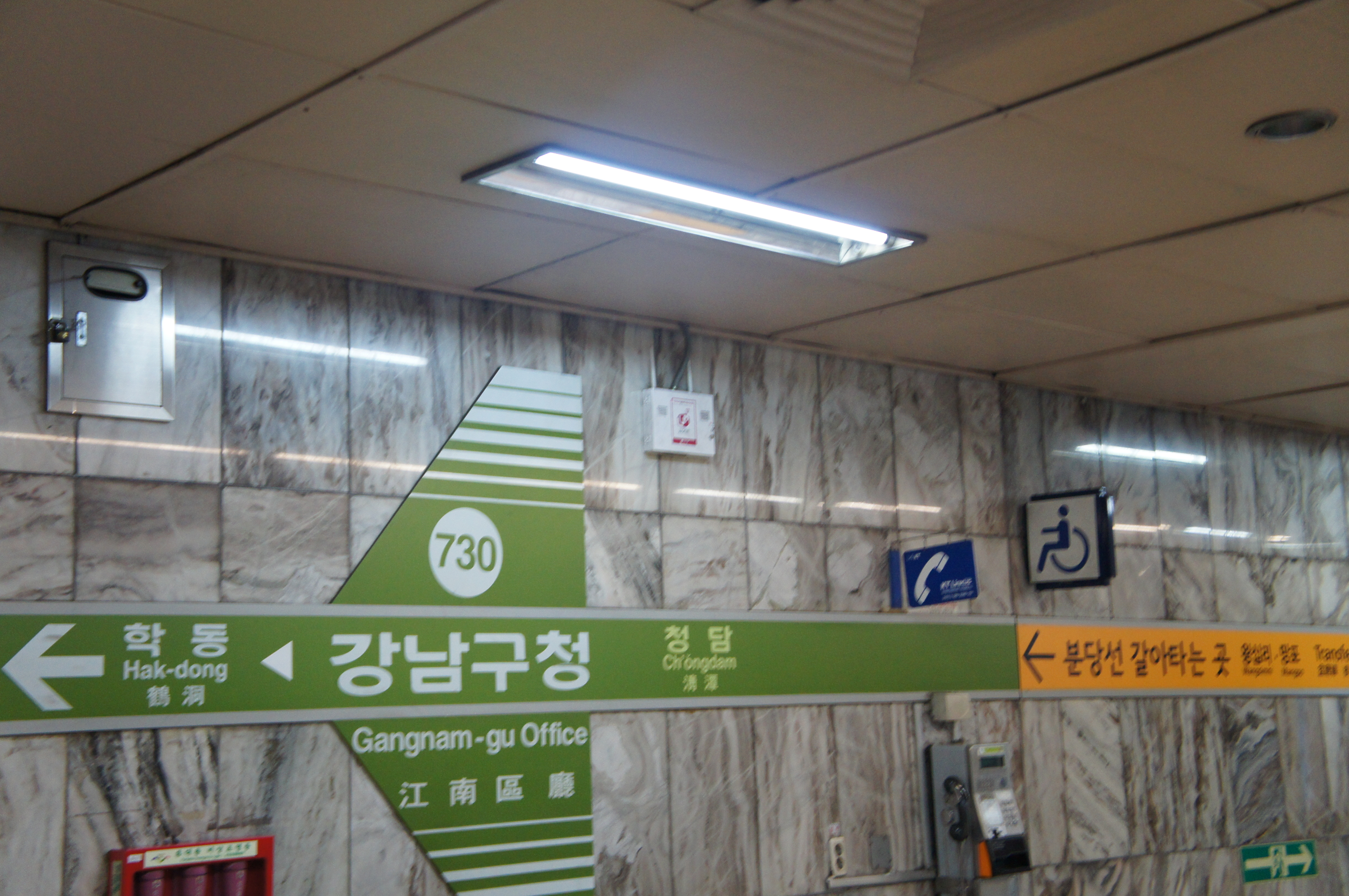
7號線站名牌
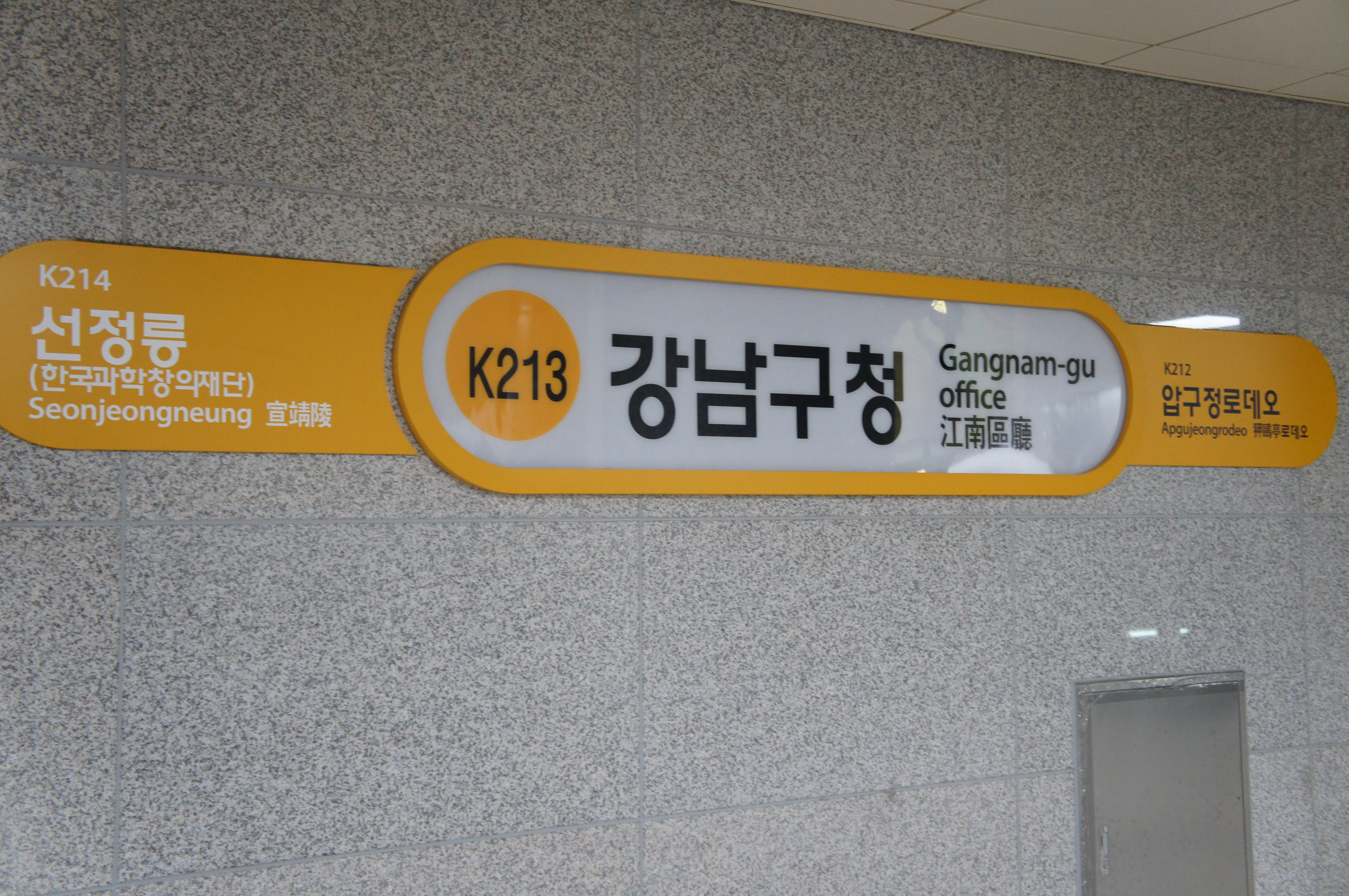
盆唐線站名牌
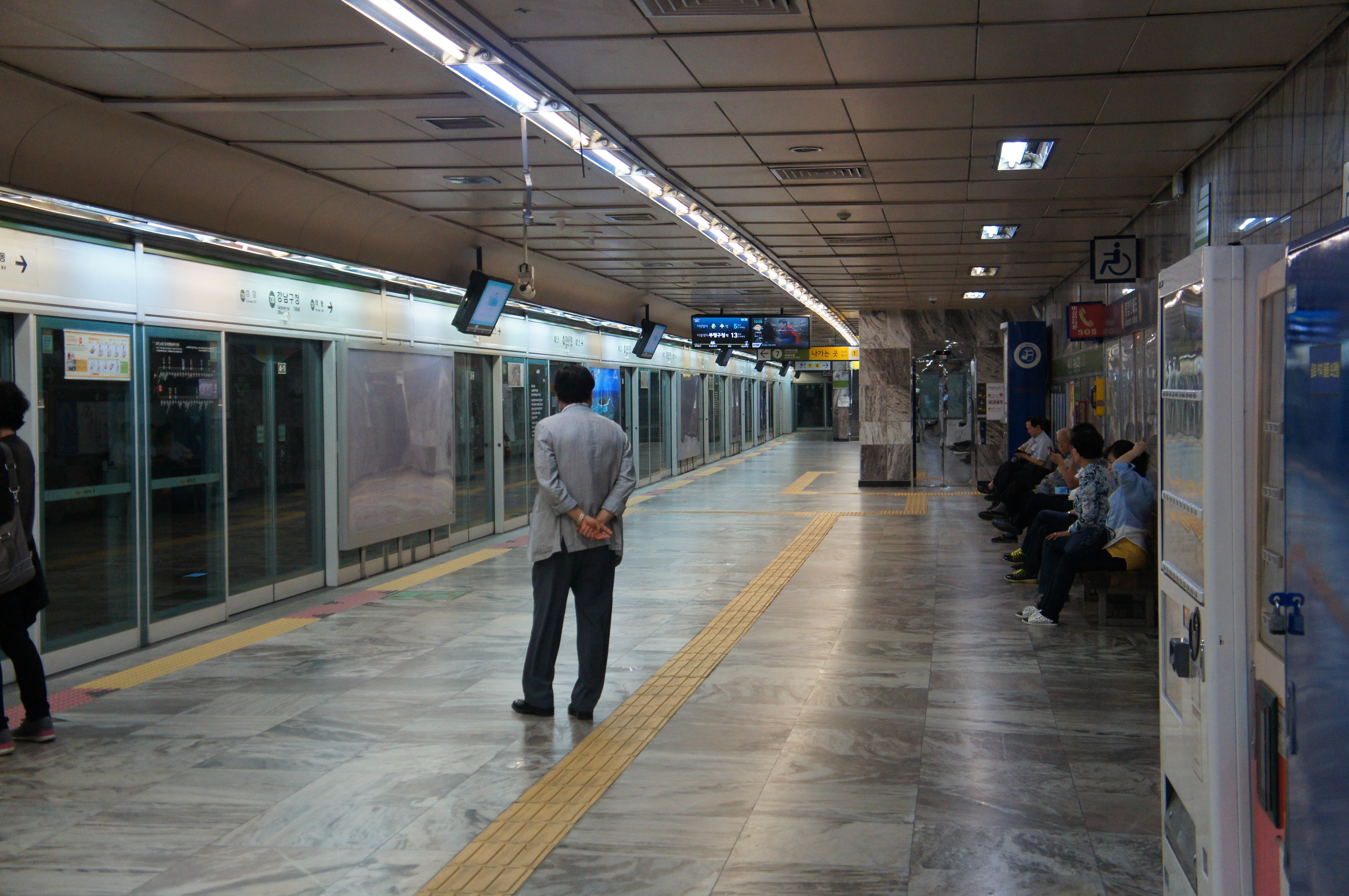
7號線月台
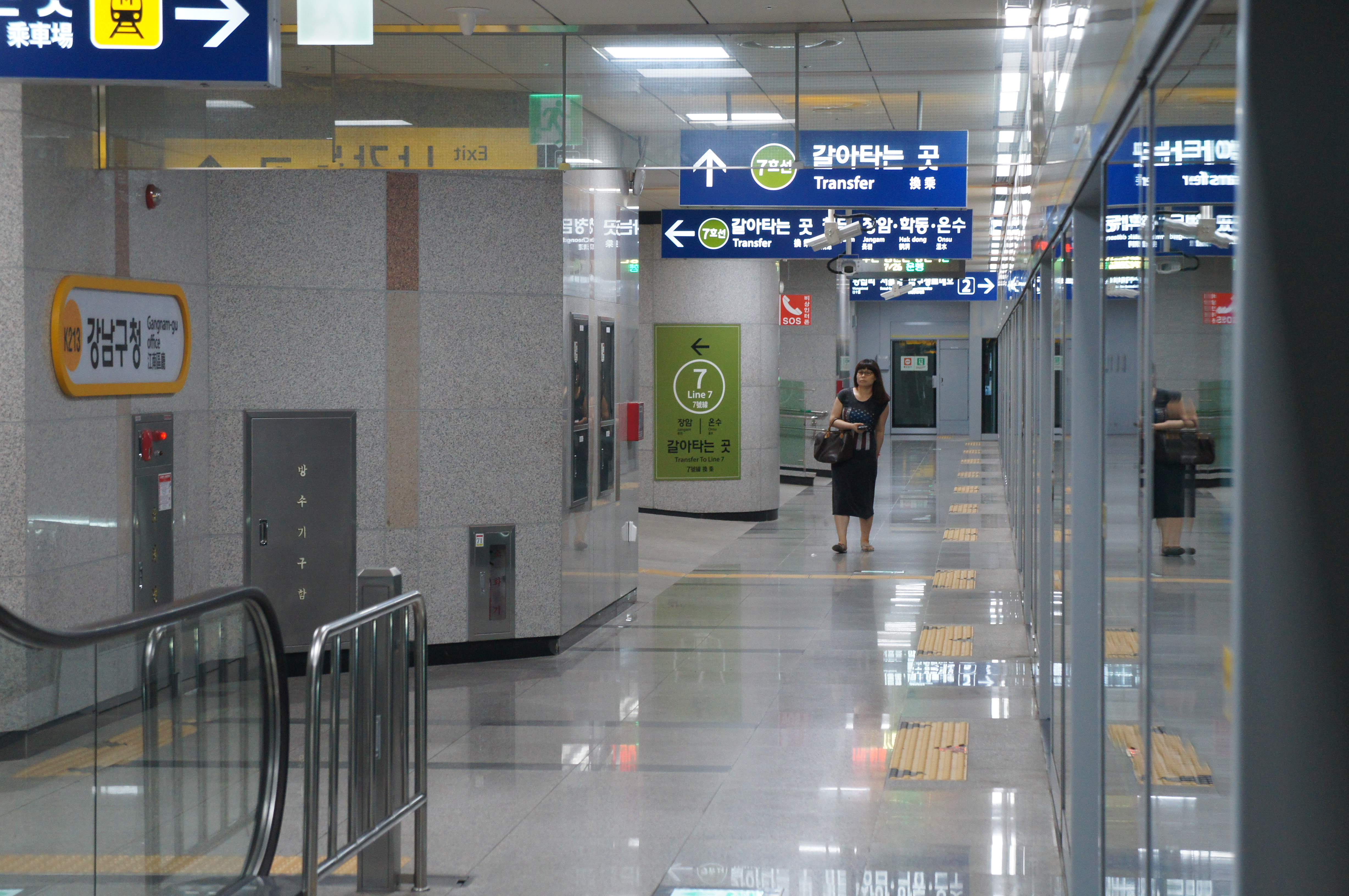
盆唐線月台
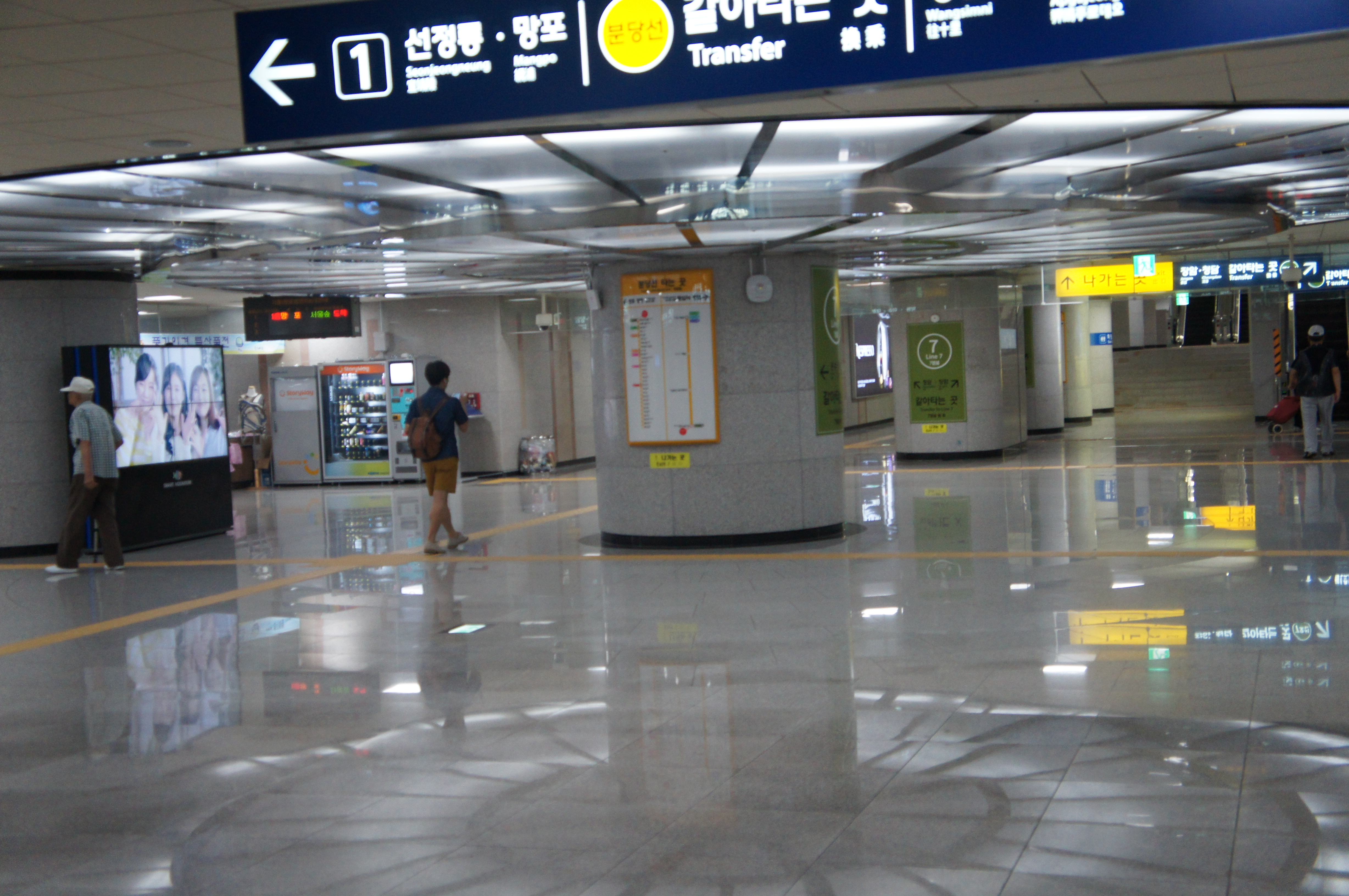
轉乘通道
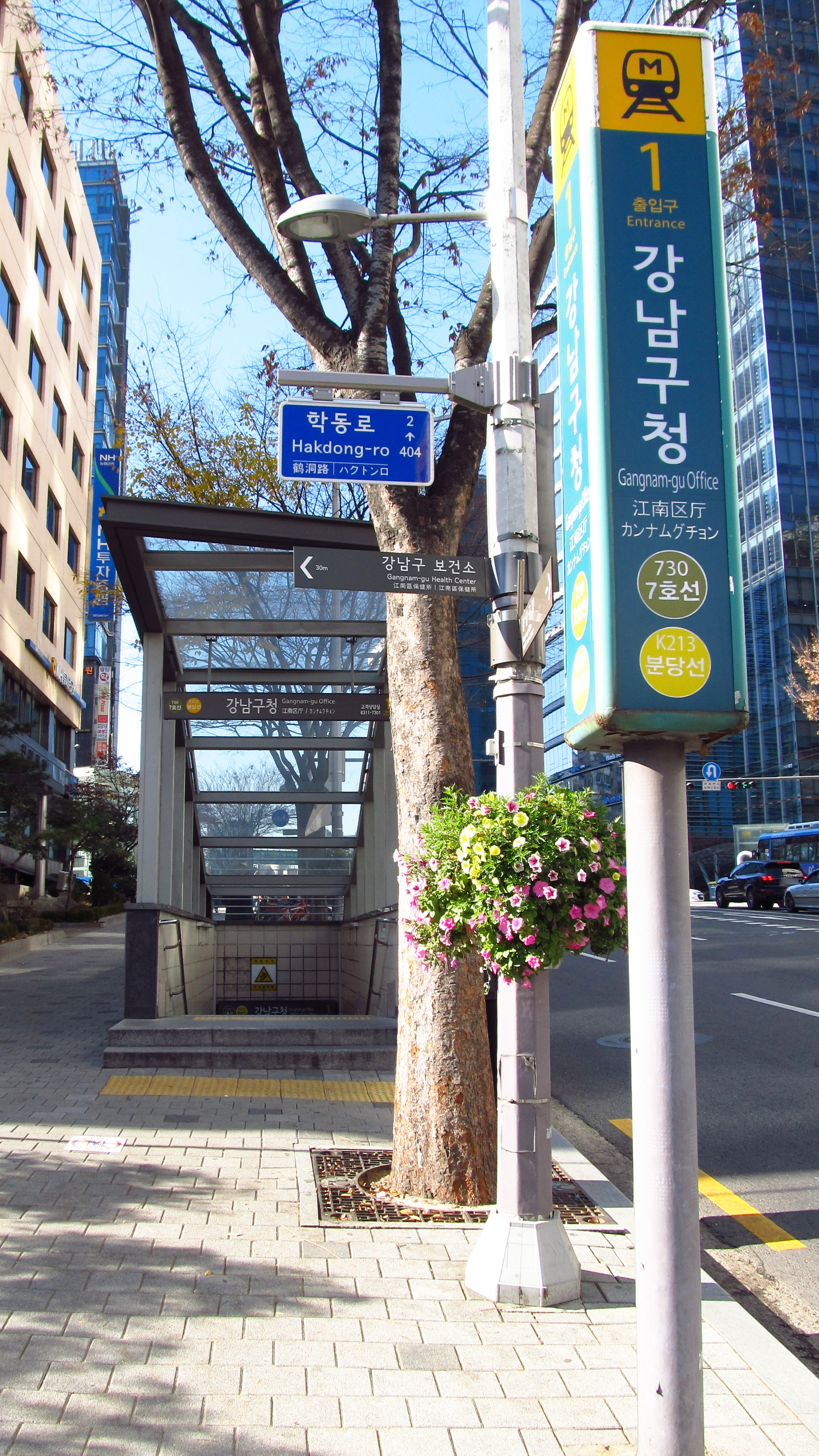
1號出口
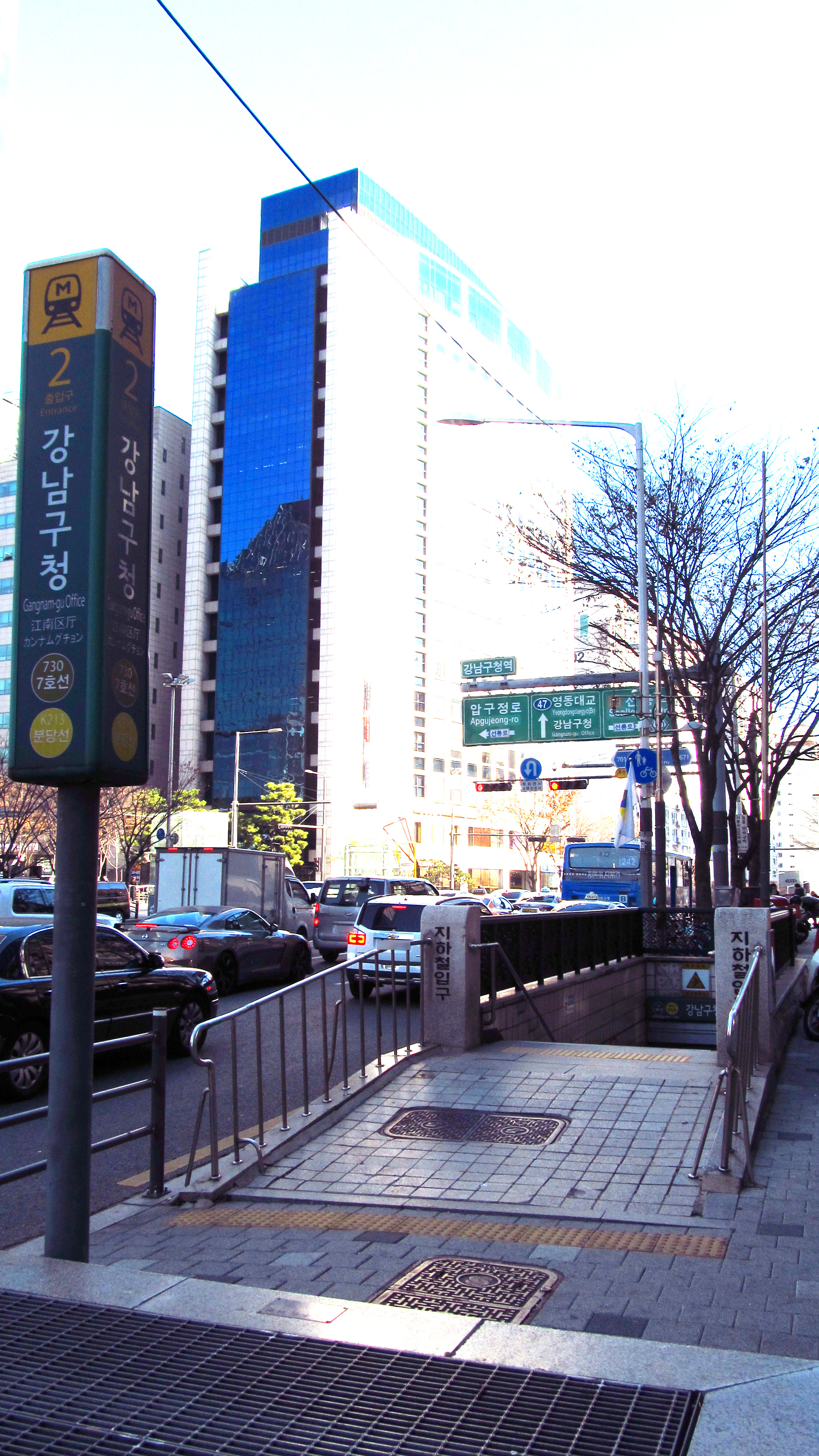
2號出口

## 相鄰車站
首爾交通公社
●首爾地鐵7號線
清潭（729）－江南區廳（730）－鶴洞（731）
韓國鐵道公社
●首都圈電鐵水仁·盆唐線
盆唐急行、緩行
狎鷗亭羅德奧（K212）－江南區廳（K213）－宣靖陵（K214）